# Supersport 300-VM 2020
Supersport 300-VM 2020 arrangeras av Internationella motorcykelförbundet. Världsmästerskapet avgörs över sju omgångar. Säsongen inleddes den 2 augusti på Circuito de Jerez och avslutas den 18 oktober på Circuito do Estoril. Supersport 300 körs vid en del av tävlingshelgerna för Superbike och Supersport.

## Tävlingskalender och heatsegrare
Ordinarie tävlingskalender hann inte påbörjas innan Covid-19 stoppade vidare tävlingsverksamhet. Den reviderade kalendern innehöll sju deltävlingar på sex banor, men två heat varje helg så totala antalet heat skulle hamna på 14.
| Datum | Bana        | Vinnare           | Märke    | VM-ledare      |
| ----- | ----------- | ----------------- | -------- | -------------- |
| 1/8   | Jerez       | Unnai Orrade      | Yamaha   | Unnai Orradre  |
| 2/8   | Jerez       | Bahattin Sofuoğlu | Yamaha   | Tom Booth-Amos |
| 8/8   | Algarve     | Ana Carrasco      | Kawasaki | Ana Carrasco   |
| 9/8   | Algarve     | Scott Deroue      | Kawasaki | Scott Deroue   |
| 29/8  | Aragón      | Jeffrey Buis      | Kawasaki | Ana Carrasco   |
| 30/8  | Aragón      | Jeffrey Buis      | Kawasaki | Jeffrey Buis   |
| 5/9   | Aragón      | Bahattin Sofuoğlu | Yamaha   | Jeffrey Buis   |
| 6/9   | Aragón      | Jeffrey Buis      | Kawasaki | Jeffrey Buis   |
| 19/9  | Catalunya   | Tom Booth-Amos    | Kawasaki | Jeffrey Buis   |
| 20/9  | Catalunya   | Yuta Okaya        | Kawasaki | Jeffrey Buis   |
| 3/10  | Magny-Cours | Jeffrey Buis      | Kawasaki | Jeffrey Buis   |
| 4/10  | Magny-Cours | Marc García       | Kawasaki | Jeffrey Buis   |
| 17/10 | Estoril     | Mika Perez        | Kawasaki | Jeffrey Buis   |
| 18/10 | Estoril     | Koen Meuffels     | Kawasaki | Jeffrey Buis   |

## Mästerskapsställning
Ställning i förarmästerskapet efter 12 av 14 heat.
1. Jeffrey Buis, 203 p. Klar världsmästare efter 13 heat.
2. Scott Deroue, 175 p.
3. Bahattin Sofuoğlu, 127 p.
4. Unnai Orradre, 98 p.
5. Ana Carrasco, 97 p.
6. Tom Booth-Amos, 94 p.
7. Thomas Brianti, 80 p.
8. Yuta Okaya, 75 p.
9. Mika Perez, 71 p.
10. Koen Meuffels, 71 p.